# Gliese 3379
Gliese 3379 är en ensam stjärna belägen i den mellersta delen av stjärnbilden Orion sydsydost om Betelgeuse. Den har en skenbar magnitud av ca 11,31 och kräver ett teleskop för att kunna observeras. Baserat på parallax enligt Gaia Data Release 2 på ca 192,01 mas, beräknas den befinna sig på ett avstånd på ca 17 ljusår (5,2 parsek) från solen. Den rör sig bort från solen med en heliocentrisk radialhastighet på ca 30 km/s.

## Egenskaper
Gliese 3379 är en röd stjärna (röd dvärg) i huvudserien av spektralklass M3.5 V. Den har en massa som är lika med ca 0,23 solmassa, en radie som är ca 0,25 solradie och utsänder energi från dess fotosfär motsvarande ca 0,0063 gånger solen vid en effektiv temperatur av ca 3 300 K.
Gliese 3379  är en mycket aktiv stjärna som varierar i ljusstyrka med en amplitud på 0,0074 ± 0,0029 magnitud, modulerad av en snabb rotationsperiod på 1,8 dygn. Magnetfältets styrka har uppmätts till 2,3 kG. Stjärnan är en källa för röntgenstrålning med en ljusstyrka på 9,5×1027 erg/s. Enligt SIMBAD-databasen klassificeras stjärnan som en eruptiv variabel.